# آمون-حر-خپش-اف (دودمان بیستم)
| i | mn · n | F24 · f |

| i | mn · n | F24 · f |

آمون-حر-خپش (به انگلیسی: Amun-Her-Khepesh-Ef) که با نام آمون-حر-خپشف بی نیز شناخته می‌شود پسر بزرگ‌تر و ولیعهد منصوب فرعون رامسس سوم بود. او—همانند دست‌کم یکی دیگر از برادرانش—به نام یکی از پسران رامسس دوم یعنی آمون-حر-خپشف، نام‌گذاری شده بود. او در حدود پانزده‌سالگی درگذشت.
از او همچنین با عنوان رامسس آمون-حر-خپشف یاد شده است. وی با برادرش رامسس ششم که پیش از رسیدن به سلطنت نیز آمون-حر-خپشف نامیده می‌شد، یکی نیست.
تصویر او در معبد پدرش در شهر هابو دیده می‌شود. آرامگاه او، کیووی۵۵ (در درهٔ ملکه‌ها)، به‌خوبی حفظ شده و در سال‌های ۱۹۰۳–۱۹۰۴ توسط باستان‌شناسان ایتالیایی حفاری شد.